# محله اوزی‌ها (بحرین)
محله اِوَزی‌ها (به عربی: فريج العوضية) محله‌ای در شهر منامه، پایتخت کشور بحرین است. این محله در مرکز شهر منامه واقع شده و بازار منامه در غرب آن قرار گرفته‌ است. 
این محله در طول تاریخ محل سکونت و زندگی بازرگانان بزرگی از منطقه لارستان بوده است که نخستین بار توسط تجارانی از اوز بنا نهاده شد و نام خانوادگی‌ خود «اوزی» (به عربی: العَوَضي) را بر آن نهادند. لارستانی‌ها بزرگ ترین بازرگانان و تجاران کشور بحرین محسوب می‌شوند. امروزه این محله، از محله‌های تجاری و شلوغ مرکز شهر منامه است و به عنوان یکی از محله‌های تاریخی و بافت قدیمی شهر منامه محسوب می‌گردد. این محله شامل بسیاری از خانه‌های قدیمی است که با بادگیر و به سبک معماری سنتی منطقه لارستان ساخته شده‌ اند. 